# フランケンシュタインの復讐
『フランケンシュタインの復讐』（フランケンシュタインのふくしゅう、原題: The Revenge of Frankenstein）は 1958年に製作されたイギリス・アメリカ合作のホラー映画。ハマー・フィルム・プロダクション制作。『フランケンシュタインの逆襲』（1957年）の続編で、怪奇映画の名優として知られるピーター・カッシング主演のフランケンシュタインシリーズ第2作である。監督も前作同様テレンス・フィッシャー。

## ストーリー
自ら創造した怪物の罪を被って死刑を宣告されたヴィクター・フランケンシュタイン男爵は、彼を信奉する体の不自由な男カールの手引きにより刑場から逃亡した。
3年後、男爵は身分を偽ってシュタイン医師と名を変え、カールスブルクの街で開業医として、地元の医師会から妬みの対象となるほどの成功を収めていた。更に貧しい患者の為の無料の施療院も併設して人々の尊敬をも集めていた。だが、それは実験材料となる人体収集の手段でもあった。夜は秘密の研究室で生命創造の研究を続けていたのだ。その男爵の正体を見抜いたハンス・クレイブ医師が弟子入りを志願し、有能な助手となる。2人は不自由な体を捨てたがるカールの脳を、作り上げた優れた肉体に移植し、完璧な人造人間を完成させたかに思えた。

## キャスト
※括弧内は日本語吹替（初回放送1971年8月22日『日曜洋画劇場』）
- シュタイン医師（フランケンシュタイン男爵）：ピーター・カッシング（声：森山周一郎）
- ハンス・クレイブ医師：フランシス・マシューズ（声：仲村秀生）
- マーガレット：ユーニス・ゲイソン（声：二階堂有希子）
- カール：マイケル・グウィン

## 製作
『フランケンシュタインの逆襲』を世界的にヒットさせたハマー・フィルムが好評に応えて翌年製作した続編。前作はフランケンシュタイン男爵の処刑により終わっているが、実は身代わりを立てて逃亡したとの設定となっている。監督のテレンス・フィッシャーと主演のピーター・カッシングは前作同様だが、怪物役だったクリストファー・リーはイメージの固定化を嫌って出演していない。カッシングがフランケンシュタイン男爵を演じた全6作のシリーズ中の2作目で、メアリー・シェリーの原作から離れたオリジナル作品である。
カッシングは前作の後、『吸血鬼ドラキュラ』で演じた正義の吸血鬼ハンター、ヴァン・ヘルシング役でも高評価を受け、世界的知名度を持つホラー映画の大スターとなっていた。そのカッシングが再び演じたフランケンシュタイン男爵は、前作の閉ざされた空間で研究に没頭する若い科学者から、風格と気品を増し、より強固な信念で研究に邁進する一方、巧みな人身掌握術や社交性を身につけて開業医としても成功、更に女性患者に合わせて胸ポケットに挿す花を変えるなどスタイリッシュな面も合わせ持った、ピカレスクヒーロータイプのキャラクターとなった。

## スタッフ
- 製作：アンソニー・ハインズ
- 監督：テレンス・フィッシャー
- 脚本：ジミー・サングスター、H・ヒューフォード・ジェーンズ（台詞）
- 音楽：レナード・サルゼド
- 撮影：ジャック・アッシャー
- 編集：アルフレッド・コックス

## 続編
本作の後、カッシング主演のハマーのフランケンシュタインシリーズは6年間の空白を経て、監督がフレディ・フランシスに交代して製作された『フランケンシュタインの怒り』（1964年）へと続くが、本作とは内容の継続性はほとんどなく、続編とは呼び難い。その後も同様に継続性の薄いスタイルで計6本のシリーズ作品が製作された。

## 備考
前作『フランケンシュタインの逆襲』で男爵は自ら創造したモンスターの存在を主張するが認められず、モンスターの犯した殺人の罪を負って死刑を宣告される。しかし、本作での男爵は怪物を創造したマッドサイエンティストして悪名が広がっており、前作の内容とは矛盾がある。